# Синонимичная мутация
Cинонимичная мутация, или синонимичная замена — мутация замены нуклеотида в кодирующей части гена, при которой вследствие вырожденности генетического кода последовательность аминокислот в белке, кодируемом этим геном, не изменяется. Синонимичная мутация относится к точечным мутациям. Термин «синонимичная мутация» нельзя отнести к некодирующим участкам генома.

## Вырожденность генетического кода
Полный набор аминокислот, входящих в состав белков, включает 20 аминокислот, каждая из которых кодируется последовательностью из трёх нуклеотидов, называемой кодоном. Поскольку существует 64 возможных кодона, 20 кодируемых аминокислот и до трёх кодонов, кодирующих стоп-сигнал (т. н. стоп-кодон, указывающий на остановку трансляции) выходит, что некоторые аминокислоты кодируются несколькими кодонами. Это явление часто называют избыточностью генетического кода, или вырожденностью генетического кода.
Вырожденность генетического кода приводит к тому, что если, например, в результате мутации кодон ТТТ превратился в ТТС, то кодируемая им аминокислота не изменилась (фенилаланин).

## Влияние на организм
Зачастую синонимичные мутации называют «молчащими», то есть не влияющими на приспособленность, выживаемость и размножение, но они не всегда проходят без каких-либо проявлений.
Исследования показали, что эти мутации могут оказывать значительное влияние на сплайсинг, стабильность РНК, трансляцию или на фолдинг белка, происходящий во время трансляции (из-за влияния специфичности субстрата тРНК в кодоне). Синонимичные мутации могут приводить к наследственным заболеваниям человека и могут коррелировать с клиническим исходом или ответом на терапию. При раке эти мутации, по оценкам, составляют 6-8 % всех мутаций-драйверов, возникающих из-за однонуклеотидных замен. Онкогены обогащены молчащими мутациями, не обнаружено обогащения в генах супрессоров опухолей (кроме TP53).
Последовательности экзонов, близкие к границам экзон-интрон, функционируют как сигналы сплайсинга РНК. Когда сигнал сплайсинга разрушается синонимичной мутацией, экзон не появляется в конечном белке, что приводит к его усечению.
Синонимичных мутаций мало на 5'-конце кодирующей последовательности, а также на концах внутренних экзонов.
Синонимичные мутации подвержены естественному отбору у разных видов и распространены в геномах не одинаково.